# Милърд Филмор
Милърд Филмор (на английски: Millard Fillmore, 7 януари 1800 – 8 март 1874) е тринадесетият (9 юли 1850 – 4 март 1853) президент на САЩ.
Той е вторият вицепрезидент, който наследява длъжността поради смърт на титуляра – Закари Тейлър, който почива от остро стомашно разстройство. Филмор довършва президентския мандат и впоследствие не е избран отново. Той е последният президент от партията на вигите.

## Биография

### Младини
Филмор е роден в изключителна бедност в семейството на Натаниел Филмор и Фийби Милърд, които по това време живеят в Съмърхил, Ню Йорк, той е второто от осем деца и е първороден син. Първоначално постъпва в тепавица, с цел да изучи този занаят – изключително трудно е да се придобие образование в условията на граничните райони. Няколко години по-късно Филмор се мести в Бъфало, Ню Йорк с идеята да продължи своето учене. През 1823 г. взема изпита си за адвокат и почва практика в Аврора. През 1828 г. е избран да служи в местния парламент. Той си проправя път до върховете на партията на вигите и е избран за кандидат за вицепрезидент на Закари Тейлър. По това време вече е избран в Камарата на представителите. Смята се, че неизвестният и постигнал всичко сам в живота кандидат ще е допълнение за ветерана от войните и собственик на роби южняк.

### Вицепрезидентство
Въпреки очакванията двамата мъже се сблъскват от съвсем различни позиции по повод на робството в новите западни територии, отнети от Мексико след Американо-мексиканската война. Тейлър иска новите щати да бъдат свободни, докато с робството в тези щати, Филмор иска да укроти Юга. По негови думи: „Господ ми е свидетел, че аз ненавиждам робството, но то е едно съществуващо зло … и ние трябва да го понасяме и да му дадем правна закрила така все едно е гарантирано от Конституцията“.
Филмор председателства Сената по повод Компромиса от 1850 г. Той не прави публични изявления за ползите от компромиса, но няколко дни преди смъртта си Тейлър му съобщава, че ако се стигне до гласуване, той ще подкрепи предложения от Хенри Клей закон.

## Президентство
Внезапното издигане на Филмор в длъжността президент през юли 1850 година води до рязка и видима промяна в администрацията. Кабинетът на Тейлър подава оставка и Филмор посочва Даниел Уебстър за държавен секретар, което е реверанс към умерените виги, които подкрепят Компромиса от 1850 г.
Все още е висящ въпросът за признаването на Калифорния и той предизвиква сериозни и остри дебати с оглед на това дали трябва да се подкрепи или не удължаването на възможността за наличие на робство. По този въпрос няма никакъв прогрес за дълго време.
Клей, силно изтощен, напуска Вашингтон, за да възстанови силите си, като прехвърля правомощията си на сенатор Стивън Дъглас от Илинойс. В това критично положение президентът Филмор обявява подкрепата си за Компромиса от 1850 година. На 6 август 1850 г. той изпраща препоръка до Конгреса, Тексас да бъде възмезден, за да изостави претенциите си към части от Ню Мексико.
Това помага да се спечели подкрепата на много от северните виги от Конгреса и така да се прокара идеята, земите, спечелени във войната с Мексико, да бъдат „затворени“ за робството.
Ефективната стратегия на Дъглас и натискът, който Филмор осъществява от Белия дом, дават импулс на движението, което подкрепя Компромиса. Като скъсва със законодателната инициатива на Клей, Дъглас предлага пет отделни закона:
- Признаване на Калифорния за свободен щат;
- Уреждане на спора с Тексас и обезщетяването му;
- Гарантиране на териториалната цялост на Ню Мексико;
- Предоставяне на услугите на държавни служители на робовладелци с цел издирване на избягали роби;
- Отменяне на търговията с роби в Окръг Колумбия;

Всяка от тези мерки получава необходимото мнозинство и на 20 септември Филмор ги подписва в закон и Уебстър казва: „Сега вече мога да спя нощем“.
Някои от по-крайно настроените северни виги остават непримирими и отказват да простят на Филмор, задето е подписал Закона за избягалите роби. Те са основната причина и Филмор да не спечели номинацията на партията за втори мандат през 1852 г.
Години по-късно става ясно, че макар и Компромисът да е имал за цел да уреди напрежението около робството, той по-скоро е напрегнато примирие.

## Старини
След завършването на мандата си Филмор се завръща в Бъфало, където има административна длъжност в Университета на Бъфало. Когато партията на вигите се разпада през 50-те години на 19. век, Филмор отказва да се присъедини към Републиканската партия и вместо това през 1856 г. приема номинацията за президент на партията „Америка или не разбираш нищо“. По време на Гражданската война той се противопоставя на президента Линкълн и по време на периода на Възстановяването подкрепя президента Джонсън. Той умира на 8 март 1874 г. от удар.
Милърд Филмор е последният президент, който не е нито демократ, нито републиканец.
Митът, че Филмор е първият президент, сложил вана за къпане в Белия дом, възниква след публикуването на подобна информация в хумористичната страница на „Ню Йорк Ивнинг Мейл“ през 1917 година. По-вярно е, че Филмор като отдаден читател е инициирал създаването на Библиотеката на Белия дом.